# Eulithis
Eulithis là một chi bướm đêm thuộc họ Geometridae.

## Các loài
- Eulithis achatinellaria (Oberthür, 1880)
- Eulithis albicinctata (Püngeler, 1909)
- Eulithis convergenata (Bremer, 1864)
- Eulithis destinata (Moschler, 1860)
- Eulithis diversilineata (Hübner, [1813])
- Eulithis explanata (Walker, 1862)
- Eulithis flavibrunneata (McDunnough, 1943)
- Eulithis gracilineata (Guenée, 1858)
- Eulithis ledereri (Bremer, 1864)
- Eulithis ludovica (Oberthür, 1899)
- Eulithis luteolata (Hulst, 1896)
- Eulithis mellinata (Fabricius, 1787)
- Eulithis molliculata (Walker, 1862)
- Eulithis peloponnesiaca (Rebel, 1902)
- Eulithis perspicuata (Püngeler, 1909)
- Eulithis phylaca (Dyar, 1916)
- Eulithis populata (Linnaeus, 1758)
- Eulithis propulsata (Walker, 1862)
- Eulithis prunata (Linnaeus, 1758)
- Eulithis pulchraria (Leech, 1897)
- Eulithis pyropata (Hübner, 1809)
- Eulithis roessleraria (Staudinger, 1870)
- Eulithis serrataria (Barnes & McDunnough, 1917)
- Eulithis testata (Linnaeus, 1761)
- Eulithis xylina (Hulst, 1896)

## Hình ảnh

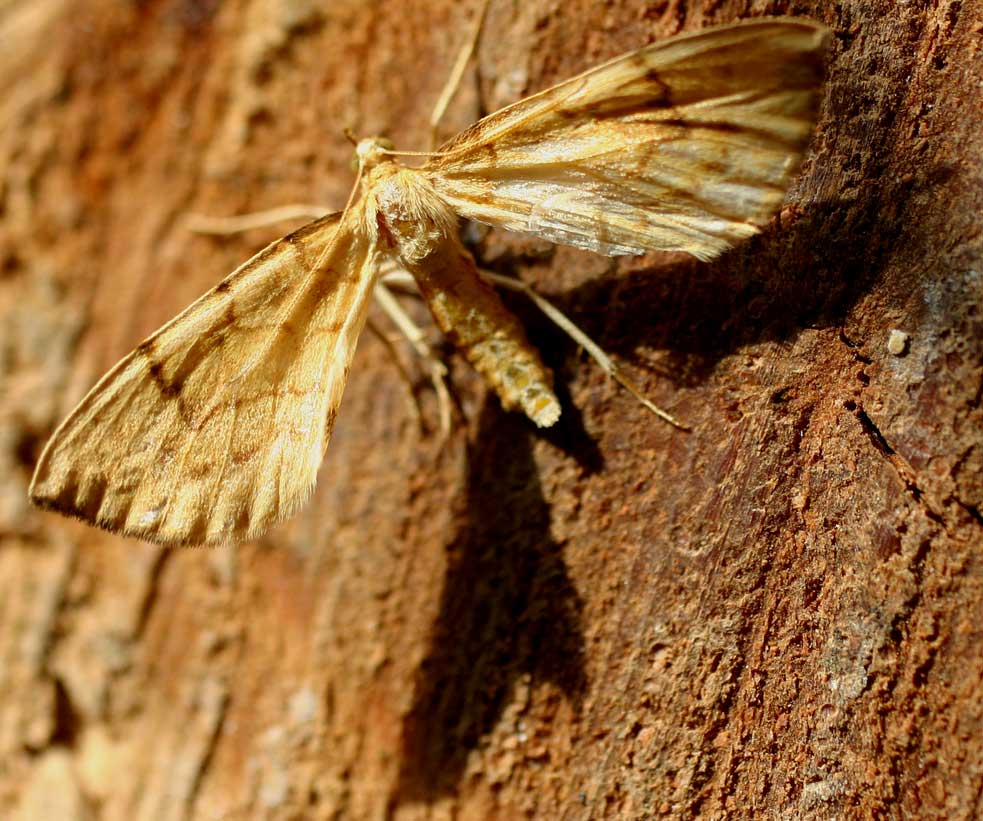
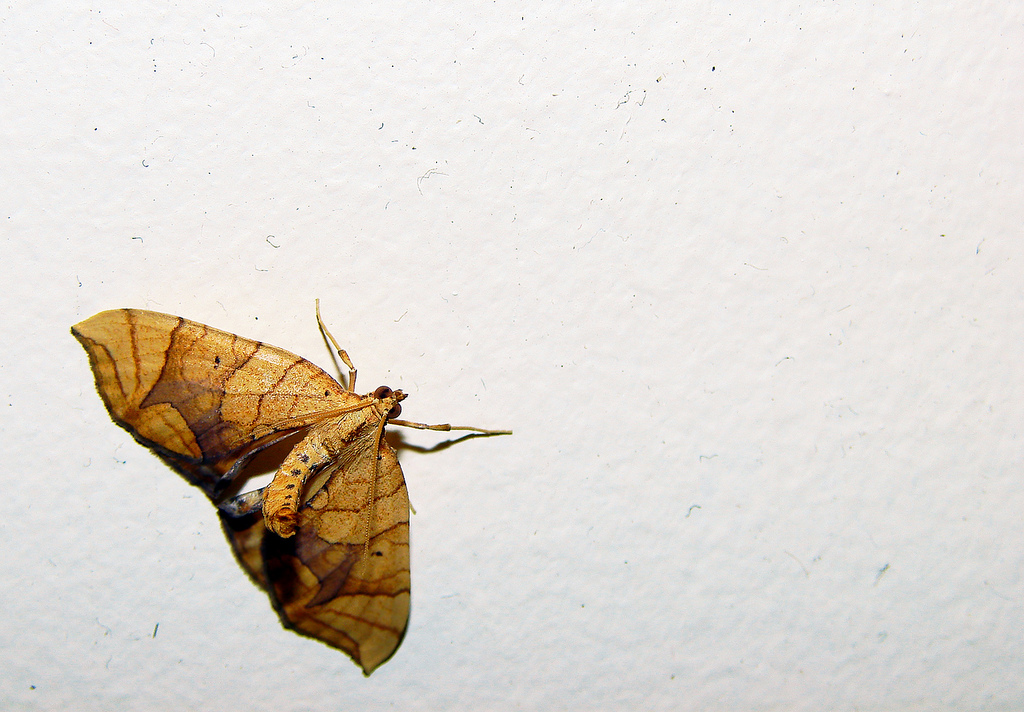